# Solas (Film)
Solas ist ein spanischer Spielfilm aus dem Jahr 1999.

## Handlung
Marias Vater liegt schwer krank im Krankenhaus. Ihre Mutter ist aus dem heimatlichen Dorf gekommen, um bei ihm zu sein. Die 35-jährige Maria lebt seit Jahren in der Stadt und ist für die Mutter der einzige Zufluchtsort. Die Mutter zieht vorübergehend bei der Tochter ein. Zwischen den beiden Frauen steht jedoch der despotische Vater, der seine Frau sogar am Krankenbett beleidigt und quält. Maria wollte eigentlich studieren, dies wurde jedoch vom Vater verhindert. Jetzt arbeitet sie als Putzfrau in einem Hotel. Sie wird schwanger aus der Beziehung mit dem Lastwagenfahrer Juan. Doch Juan entwickelt ähnliche Charakterzüge wie ihr Vater und die Beziehung zerbricht. Während Maria sich in den Alkohol flüchtet, freundet sich Marias Mutter mit dem alten Nachbarn an. Dieser ist einsam und hat als einzigen Vertrauten seinen Schäferhund. Die alte Frau vom Dorf kümmert sich um den alten Mann und dieser verliebt sich auf seine alten Tage. Doch zwischen den beiden steht der kranke Ehemann der Mutter. Als dieser aus dem Krankenhaus entlassen wird, muss die Mutter mit ihm zurück ins Dorf. Der Nachbar bleibt wieder allein. Er sucht jetzt die Nähe zu Maria. Als sie sich entscheidet, ihre Schwangerschaft nicht zu beenden, bietet er sich als Adoptivgroßvater an. Das Kind wird geboren und Marias Eltern sterben. Gemeinsam mit dem Nachbarn und ihrer neugeborenen Tochter besucht Maria das Grab ihrer Eltern.

## Kritiken
„Ein dicht inszeniertes Melodram, das an Einzelschicksalen die kollektiven Spannungen zwischen Tradition und Moderne verdeutlicht. Hervorragend sind vor allem die eindrucksvoll gezeichneten und gespielten starken Frauenfiguren.“

## Auszeichnungen
Der Film nahm an zahlreichen Filmfestivals teil und wurde dabei mehrfach ausgezeichnet. Innerhalb der Sektion Panorama wurde der Film bei den Internationalen Filmfestspielen Berlin 1999 gezeigt und mit dem Publikumspreis ausgezeichnet. Im Jahr 2000 wurde der Film in Spanien für 11 Goyas nominiert. Benito Zambrano erhielt den Preis für das beste Drehbuch und für den besten Nachwuchsregisseur. Ana Fernández und Carlos Álvarez-Nóvoa erhielten die Preise für die besten Nachwuchsschauspieler. María Galiana erhielt den Preis für die beste Nebendarstellerin.